# Valentín Gómez Farías
Valentín Gómez Farías (n. el 14 de febrer de 1781 a Guadalajara, Jalisco; m. el 5 de juliol de 1858 a la ciutat de Mèxic) fou president de Mèxic en diverses ocasions durant les dècades de 1830 i 1840, intercalant-se amb Antonio López de Santa Anna.

## Biografia
El primer govern de Santa Anna de 1833 a 1836 fou una victòria temporal dels liberals mexicans. Durant el seu primer mandat, tanmateix, només portava el títol, però no exercia gaire el càrrec, i el govern es trobava en mans del vicepresident Valentín Gómez Farías, mentre el president residia a la seva finca a Veracruz.
Per tal de prevenir els cops d'Estats i limitar la influència de l'exèrcit, durant la seva administració, Gómez Farías en reduí el nombre de soldats, i abolí els furs o privilegis que excloïen els militars dels judicis civils. Els atacs a l'Església Catòlica Romana s'agreujaren. En seguir el models de reforma dels monarques de la casa dels Borbó durant l'època colonial, Gómez Farías provà de limitar el poder polític i econòmic de l'Església Catòlica. Al començament, aconsellà el clergat de limitar el contingut de llurs sermons a temes religiosos i a excloure'n els comentaris polítics. Aquesta ordre no provocà cap reacció dels conservadors, per la qual cosa els seus consellers principals pressionaren el Congrés per a aprovar una sèrie de lleis anticlericals. La primera era secularitzar l'educació mexicana. La Universitat de Mèxic, la majoria dels professors de la qual eren sacerdots, fou tancada i reorganitzada. Posteriorment, Gómez Farías organitzà escoles laiques, les quals educarien a una generació de liberals futurs, com ara Benito Juárez i Melchor Ocampo.
Entre altres reformes, es dictaminà que el delme hauria de ser voluntari, s'eliminà l'obligatorietat dels vots eclesiàstics, es prohibí que el clergat vengués els seus béns, se suprimí la censura de premsa en matèria religiosa així com la pena de mort pels delictes polítics. A més, s'establí la Biblioteca Nacional i sis centres especialitzats d'educació superior. A més a més, s'ordenà que el representant de Mèxic davant el papa demanara la disminució dels dies de festa, i el Congrés suprimí el Patronat, institució que havia donat a la corona espanyola el dret de designar els bisbes i arquebisbes.
Les últimes reformes provocaren la indignació i crítica entre els conservadors que exigiren que Santa Anna tornés al poder. Irònicament, Santa Anna, que havia donat el seu suport a la causa liberal des de la independència de Mèxic, canvià la seva opinió. Denuncià Gómez Farías, i destituí els càrrecs més alts de la República. El govern de Santa Anna fou obertament conservador, catòlic i centralista; Gómez Farías s'exilià als Estats Units.
Tornà el 1838 i participà en un aixecament que no reeixí, i s'exilià de bell nou als Estats Units. Tornà el 1845; durant la Guerra Estats Units - Mèxic el Congrés el designà com a vicepresident. Assumí la presidència quan Santa Anna prengué el control directe de les tropes en la guerra contra l'invasor. Gómez Farías, reformista i liberal, pretengué finançar la guerra amb ls béns de l'Església la qual cosa provocà un motí conegut com la Rebel·lió dels Polkos. Santa Anna el destituí.
El 1852 es presentà com a candidat a la presidència, però fou derrotat. El 1855 fou president de la Junta de Representants del Pla d'Ayutla, i fou diputat en el Congrés el 1856. Aquest Congrés elaborà una nova constitució liberal el 1857. Gómez Farías morí el 5 de juliol de 1858. L'Església s'oposà a donar-li sepultura cristiana i fou enterrat en la finca de la seva filla. El juliol de 1933, les seves restes foren traslladades a la Rotonda dels Homes Il·lustres de la ciutat de Mèxic.